# 熊本県道337号熊本菊陽線
熊本県道337号熊本菊陽線（くまもとけんどう337ごう くまもときくようせん）は、熊本県熊本市中央区から菊池郡菊陽町に至る一般県道である。

## 概要
1994年（平成6年）、国道57号菊陽バイパスの開通により、もとの国道57号であった部分が建設省（現国土交通省）から熊本県に移管され、新たに認定された県道である。そのため、地元民からはよく旧57号線と呼ばれている。九州を横断する主要幹線道路の一区間であり、観光および、都市間産業道路としての役割を果たす。古くは、豊後街道と称され、肥後（熊本県）と豊後（大分県）を結ぶ幹線道路は大津街道とも称された。菊陽バイパス開通以後も、行楽期の日は交通量が多く混雑をきたしていることが知られている。起点の浄行寺交差点 - 子飼交差点の間は交通量が多く、よく渋滞する。また、平日の朝ラッシュ時には5 km以上の渋滞もしばしば発生する他、沿線の熊本大学で大学入学共通テストなどの各種試験・学園祭といったイベントが開催されるときも当県道が混雑し、渋滞が発生する。熊本市北区龍田町 - 菊池郡菊陽町の9.2 km区間は、「菊陽杉並木」の名で往時のスギの並木がそのまま残されているところで、1986年（昭和61年）8月10日に、旧建設省と「道の日」実行委員会により制定された「日本の道100選」に選定されている。

### 路線データ
- 起点：熊本県熊本市中央区薬園町（浄行寺交差点、国道3号交点）
- 終点：熊本県菊池郡菊陽町大字原水（菊陽町原水交差点、国道57号交点）
- 陸上距離：15.0 km

## 路線状況

### 別名
- 豊後街道（大津街道）

熊本市から大分県（豊後国）鶴崎を結ぶ旧街道の呼び名で、当県道はその一部にあたる。豊後街道のうち、菊陽町から大津町にかけての道路は、大津街道ともよばれる。江戸時代には、肥後54万石細川藩の参勤交代にも利用された。幅員が30 - 40 mあり、北半分が鉄道の豊肥本線、南半分は旧国道57号である県道熊本菊陽線が通り、熊本市北区龍田町弓削から菊陽町までの間には、加藤清正が屋久島から取り寄せて植栽されたという伝説もある11 kmほど続く樹齢300年を超える杉並木が残されている。街路樹としての景観が優れていることが評価され、読売新聞社選定の「新・日本街路樹100景」（1994年）のひとつに選定されている。1934年（昭和9年）、大津街道杉並木保存会によって、文政元年（1818年）この地に来遊した頼山陽が山陽外史と称し書き記したとされる大津街道の誌が書かれた詩碑が立てられ、菊陽町津久礼の地に残っている。近年の排ガスなどの影響で、1000本余りあるスギのうちの約半数が衰退減少が見られたことが調査で判明し、熊本県の関係機関への呼びかけで1986年（昭和61年）に「大津街道杉並木連絡協議会」が設立され、翌1987年（昭和62年）からスギの補植による並木の保全復元が行われている。

### 重複区間
- 熊本県道231号託麻北部線（熊本市北区龍田弓削1丁目 - 熊本市北区龍田町弓削・龍田町弓削交差点）

## 地理
沿道には、江戸時代の里程木である幹周り約4 mのエノキや、カシワ、スギの老木が茂り、その中に宮本武蔵の墓があった場所が「武蔵塚公園」として整備されている。

### 通過する自治体
- 熊本市（中央区 - 北区）
- 菊池郡菊陽町

### 交差する道路
| 交差する道路                         | 市町村名 | 市町村名 | 交差する場所  | 交差する場所            |
| ------------------------------------ | -------- | -------- | ------------- | ----------------------- |
| 国道3号                              | 熊本市   | 中央区   | 薬園町        | 浄行寺交差点 / 起点     |
| 熊本県道37号熊本菊鹿線               | 熊本市   | 中央区   | 薬園町        | 薬園町交差点            |
| 国道3号 / 熊本北バイパス             | 熊本市   | 北区     | 龍田陳内1丁目 | 陳内西交差点            |
| 熊本県道232号小池竜田線              | 熊本市   | 北区     | 龍田1丁目     |                         |
| 熊本県道207号瀬田竜田線              | 熊本市   | 北区     | 龍田7丁目     | 龍田九丁目交差点        |
| 熊本県道231号託麻北部線 重複区間起点 | 熊本市   | 北区     | 龍田弓削1丁目 |                         |
| 熊本県道231号託麻北部線 重複区間終点 | 熊本市   | 北区     | 龍田町弓削    | 龍田町弓削交差点        |
| 熊本県道316号住吉熊本線              | 熊本市   | 北区     | 弓削4丁目     | 弓削跨線橋際交差点      |
| 熊本県道138号辛川鹿本線 / 旧道       | 菊池郡   | 菊陽町   | 大字津久礼    | 竹迫踏切際交差点        |
| 熊本県道311号新山原水線              | 菊池郡   | 菊陽町   | 大字原水      |                         |
| 熊本県道209号曲手原水線              | 菊池郡   | 菊陽町   | 大字原水      |                         |
| 国道57号                             | 菊池郡   | 菊陽町   | 大字原水      | 菊陽町原水交差点 / 終点 |

### 交差する鉄道
- 豊肥本線

### 沿線にある施設など
- JR豊肥本線
  - 竜田口駅 - 武蔵塚駅 - 光の森駅 - 三里木駅 - 原水駅
- 白川
- 子飼商店街
- 熊本大学
- 立田自然公園
- 桜山神社
- 熊本国際民藝館
- 熊本市立龍田小学校
- 熊本市立龍田中学校
- 熊本市北区役所龍田総合出張所
- 武蔵塚
- 光の森
- 菊陽杉並木公園